# Penelope Lea
Pour les articles homonymes, voir Lea.
Penelope Lea (née en 2005) est une militante climatique norvégienne qui est devenue la deuxième plus jeune ambassadrice de l'UNICEF à l'âge de 15 ans.

## Activités militantes
Lea est originaire de Kjelsås (en), Oslo. Sa mère est écrivaine de livres pour enfants. À l'âge de huit ans, Lea a rejoint les Eco-Agents (en), un groupe de jeunes pour le climat. Elle a prononcé son premier discours à l'âge de neuf ans dans un camp national Nature et Jeunesse . Elle a été élue membre du conseil d'administration des Eco-Agents à l'âge de 11 ans. À douze ans, Lea était l'une des sept personnes à rejoindre le Children's Climate Panel, fondé par les Eco-Agents. 
En 2018, Lea est devenue la plus jeune nommée pour le Frivillighetsprisen (no) (Prix du bénévolat), à l'âge de quatorze ans. Elle a remporté le prix et a fait don du prix de 50 000 couronnes (6 000 US$ en 2019) à une action en justice déposée conjointement par Greenpeace et Nature and Youth contre le gouvernement norvégien en raison de ses contrats pétroliers. 
En 2019, Lea est devenue conseillère climatique de Knut Storberget et ambassadrice des jeunes pour la Norvège lors du sommet de l'UNICEF pour la Journée mondiale de l'enfance,. En octobre 2019, Lea est devenue la première ambassadrice du climat pour l'UNICEF ; son âge de 15 ans a fait d'elle la deuxième plus jeune ambassadrice de l'UNICEF de l'histoire,,. Elle était la cinquième ambassadrice norvégienne et la première à être nommée depuis 2007. Lors de la Conférence des Nations Unies sur les changements climatiques de 2019 (COP25), Lea était l'une des cinq enfants militantes à prendre la parole lors d'un événement organisé par l'UNICEF et le Haut-Commissariat des Nations unies aux droits de l'homme (HCDH).